# Soimah Pancawati
Soimah Pancawati, née le 29 septembre 1980 à Pati, est une chanteuse indonésienne .

## Biographie
Elle chante dans plusieurs genres, dont campursari, pesindhèn, ketoprak, Java pop, hip-hop et dagelan. Elle a grandi dans un village côtier à Tayu, dans le centre de Java. Après avoir obtenu son diplôme d'études secondaires, Soimah a décidé de poursuivre ses études à SMKI. Elle a remporté plusieurs concours de chant, dont Bintang Karaoke Dangdut in Central Java-Yogyakarta, Bintang Televisi et Dara Ayu. Elle a rejoint le groupe Jogja Hip Hop Foundation en tant que chanteuse pesindhèn et est apparue en tant que chanteuse dans l'émission de télévision ANTV Seger. Elle est également apparue dans Indonesia Mencari Bakat, Comedy Project, D'academy Asia 2 et Opera Van Java.
Elle est la cinquième des sept enfants de Hadinarko et Kasmiyati. Elle a épousé Herwan Prandoko (également connu sous le nom de Koko) le 27 décembre 2002 et ils ont deux fils.